# Mario Ayala
Mario Ayala Valentín (La Piedad de Cabadas; 10 de agosto de 1942-Ciudad de México; 22 de octubre de 2023) fue un futbolista mexicano que jugó como centrocampista. Dirigió como entrenador a su exequipo León en la década de 1990 y principios del 2000.

## Trayectoria
Jugó en el equipo capitalino Club América en la década de 1960. Desde julio de 1969 estuvo bajo contrato con el Club León, con el que  militó hasta 1978.

## Selección nacional
En los Juegos Olímpicos de Tokio 1964, formó parte del plantel de la selección amateur de México, quedando en la fase de grupos.

### Participaciones en Juegos Olímpicos
| Torneo                   | Sede  | Resultado    |
| ------------------------ | ----- | ------------ |
| Juegos Olímpicos de 1964 | Tokio | Primera fase |

## Palmarés

### Títulos nacionales
| Título               | Equipo  | País   | Año     |
| -------------------- | ------- | ------ | ------- |
| Copa México          | América | México | 1964-65 |
| Primera División     | América | México | 1966-66 |
| Copa México          | León    | México | 1970-71 |
| Campeón de Campeones | León    | México | 1970-71 |
| Copa México          | León    | México | 1971-72 |
| Campeón de Campeones | León    | México | 1971-72 |

### Títulos internacionales
| Título                  | Equipo         | Sede   | Año  |
| ----------------------- | -------------- | ------ | ---- |
| Preolímpico de Concacaf | México amateur | México | 1964 |